# Peter Giles
Peter A. Giles (născut pe 17 iunie 1944 în Havant, Hampshire, Anglia) este un muzician (basist și vocalist).